# John Brown (Sportler)
Harold John Catleugh Brown (* 21. April 1935 in London; † 30. März 2019, auch H.J.C. Brown genannt) war ein englischer Rugby-Union-Spieler auf der Position des Innendreiviertels und Bobfahrer.

## Biografie
Brown verbrachte seine ersten Lebensjahre im East End von London. Nachdem das Geschäft seines Vaters während des Zweiten Weltkriegs durch einen Luftangriff zerstört worden war, zog die Familie in die Grafschaft Somerset. In der Schule spielte er Rugby Union, Hockey und Cricket, wobei er sich vor allem als Rugbyspieler hervortat und bald Kapitän der Schulmannschaft war sowie der Schulauswahl von Somerset angehörte. Als 17-Jähriger spielte er für den Yeovil Rugby Club, wechselte aber bald zu den Northampton Saints. Nach der Absolvierung seiner zweijährigen Dienstpflicht beim Royal Corps of Signals begann er 1956 in Exeter eine Ausbildung zum Schullehrer am St Luke’s College (heute Teil der University of Exeter). Dort war er auch Kapitän der Hochschulmannschaft.
1959 trat Brown in London eine Stelle als Lehrer an und begann für den traditionsreichen Verein Blackheath FC sowie für die Auswahl der Grafschaft Middlesex zu spielen. Er nahm 1960 an einem Sichtungsspiel für die englische Nationalmannschaft teil, brach sich jedoch vier Tage später den Knöchel, verpasste den Rest der Saison und erhielt nie mehr die Chance, sich für die Nationalmannschaft zu empfehlen. Im selben Jahr gab er den Lehrerberuf auf und begann in Aldershot für die Royal Air Force Fallschirmspringer auszubilden. 1962 tourte er mit den Barbarians durch Südwales. Im selben Jahr wurde er in die Auswahl der British Lions berufen und nahm an deren Tour durch Südafrika teil. Er kam in sechs Spielen zum Einsatz, jedoch in keinem der Test Matches gegen die Springboks. 1963 wechselte er vom Blackheath FC zu den Harlequins.
In der RAF stieg Brown zum Flight Lieutenant auf. Michael Freeman, ein Offizierskollege, überredete ihn, den Bobsport auszuprobieren. Seiner Meinung nach war in Bezug auf Körperbau und Temperament ideal, um Teil einer erfolgreichen Viererbob-Mannschaft zu sein. Zusammen mit Freeman, John Blockey und Tim Thorn nahm Brown an der Bob-Europameisterschaft 1968 in St. Moritz teil und gewann dort die Bronzemedaille. Dasselbe Team belegte bei den Olympischen Winterspielen 1968 in Grenoble den 14. Platz. Brown trat 1970 vom Rugbysport zurück. Am 22. Februar 1972 überlebte er einen Bombenanschlag der IRA auf die Offiziersmesse der Kaserne Aldershot leicht verletzt. Ab 1976 war er in der Grafschaft Surrey als Immobilienentwickler tätig.